# 入侵物种纲要
入侵物种纲要（Invasive Species Compendium），是由CAB国际所管理的一个线上数据库，主要关注入侵物种的识别、生物学、分布、影响和管理。数据库由经同行评审的各类数据表单、图片和地图、书目数据库、描述文章组成，并定期更新。ISC获得了包括政府部门、非政府组织、企业等多样化支持。
ISC数据库中有超过1500个物种，7000张基础数据表单和1500张详细数据表单，另外提供了1100篇文章全文链接和75000篇文章摘要。